# Andrea Buondelmonti

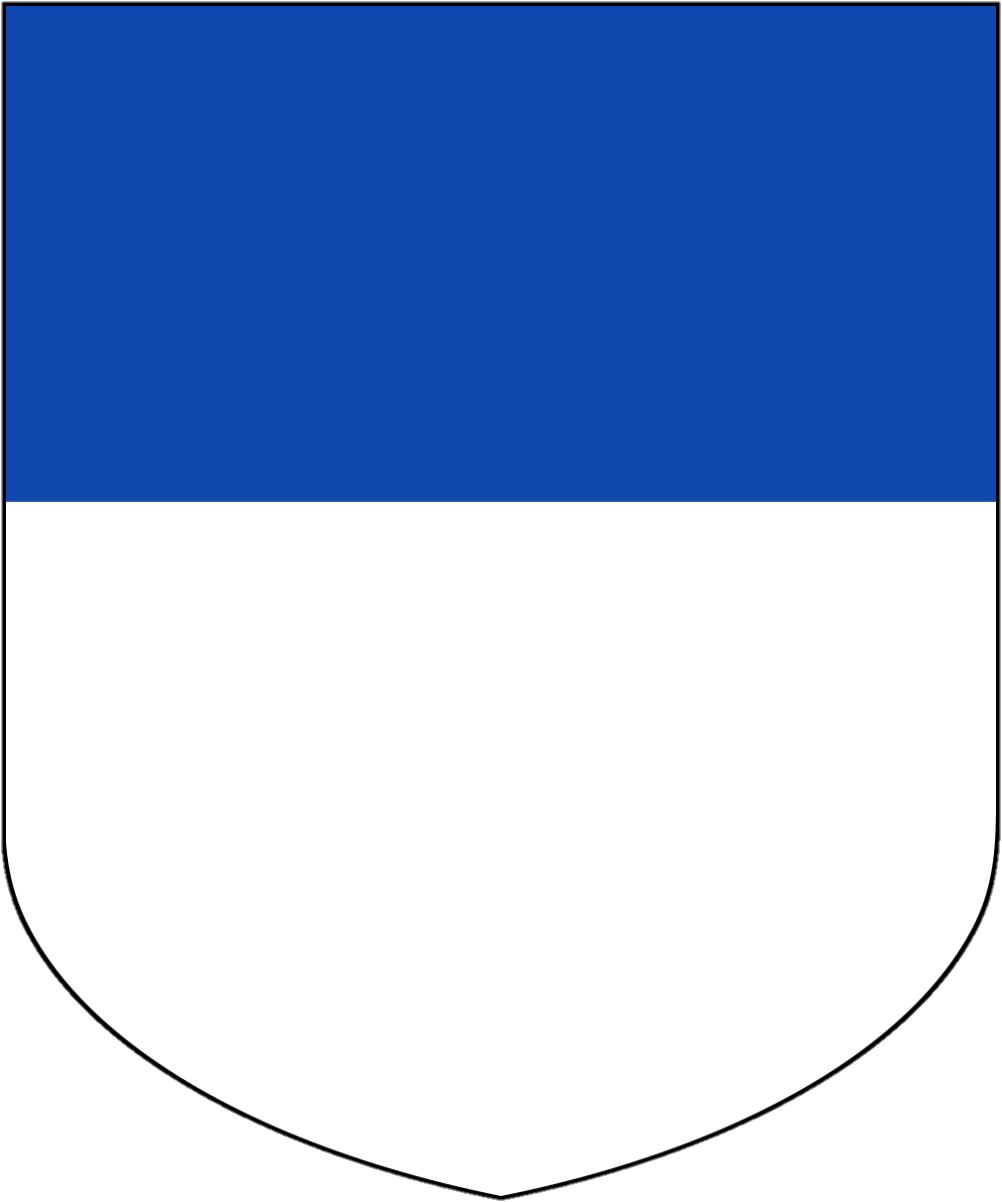
Stemma araldico della famiglia Buondelmonti (XIII sec.).

Andrea Buondelmonti (Firenze, 1465 – Firenze, 27 novembre 1542) è stato un arcivescovo cattolico italiano, arcivescovo di Firenze dal 1532 alla morte.

## Biografia
Nacque a Firenze da Giambattista, appartenente all'antichissima famiglia del Buondelmonti, e da Elisabetta di Andrea Ricasoli, nel 1465. 
Fu destinato alla carriera ecclesiastica e ottenne ancora assai giovane la pievania di S. Pietro in Bossolo. Uno zio, Manente Buondelmonti, rinunziò in suo favore nel 1493 a un canonicato nel duomo di Firenze. Nel 1498 ottenne anche la pievania di S. Maria dell'Impruneta. Dopo il 1503 si trasferì a Roma, dove ottenne da Giulio II la carica di segretario ai brevi pontifici.
Divenne arcivescovo il 15 novembre 1532, dopo la rinuncia di Niccolò Ridolfi, e prese possesso della sede il 24 dello stesso mese.
Durante il suo episcopato, nel 1533, ci fu un terribile incendio nel palazzo Arcivescovile che distrusse soprattutto la parte più vicina al battistero. L'arcivescovo approntò pagando di tasca propria i necessari interventi di sistemazione, anche se per avere una vera e propria ristrutturazione si dovette aspettare il 1573 con Alessandro di Ottaviano de' Medici.
Fu uno scrupoloso amministratore dell'arcidiocesi e ne organizzò l'archivio. Ammirato per la sua umiltà, morì il 27 novembre 1542. Dopo la sua scomparsa il Ridolfi prese di nuovo la sede per altri cinque anni.

## Genealogia episcopale
La genealogia episcopale è:
- Arcivescovo Francesco Minerbetti
- Arcivescovo Andrea Buondelmonti